# Hipodrom
Hipodrom (starogrško ἱππόδρομος / hippodromos, ἵππος / hippos = konj + δρόμος / dromos = steza, pot, cesta) je v svoji izvirni starogrški obliki urejeno območje za dirke s konji in dvokolesi, ki so jih tedaj oboževali. Posebej slaven je bil hipodrom v Olimpiji.

## Značilnosti in zgodovina
Značilni antični hipodrom je bil vkopan v hrib, izkopani material pa so uporabili za gradnjo nasipa (tribun) za gledalce ob straneh dirkališča. Tloris je imel obliko položene črke U, torej je bil na eni strani polkrožen, na nasprotni strani, na kateri sta bila start in cilj, pa raven. Gledališče je bilo okrašeno s skulpturami, ki so jih med tekmovanjem umaknili, da so gledalci lahko nemoteno opazovali dirko.
Rimska različica grškega hipodroma se je imenovala cirkus. Njegov najboljši predstavnik je bil rimski Cirkus Maksimus. Vzdolž cele dirkalne steze je potekal zidec, imenovan spina, ki je razdvajal gledalce od tekmovalcev, nad njim pa so bile vrste za gledalce, pogosto pokrite z nadstrešnico. Na ravnem zaključnem delu je bila glavna zgradba cirkusa z osrednjim gledališčem, vzdignjenim nad delovnimi prostori. Običajno so bili dolgi od 180 do 210 metrov, široki tudi do 120 m, ker je na posameznih dirkah tekmovalo tudi do 10 dvokoles. 
Največji hipodrom antičnega sveta je bil v Konstantinoplu. Graditi so ga začeli leta 203, ko je vladal cesar Septimij Sever, končan pa je bil v času Konstantina Velikega leta 330. V primerjavi s tedaj običajnimi ni bil vkopan, temveč je imel gledališče dvignjeno na masivnih opečnih lokih. Ta ogromen stadion je lahko sprejel več kot 60 000 gledalcev. Ni bil le prizorišče športnih dogodkov, temveč tudi velikih cesarskih ceremonij, vojnih parad, političnih shodov in javnih usmrtitev. Od desetih spomenikov, ki so izvirno krasili gledališče hipodroma, sta ostala samo egipčanski obelisk in znana bronasta kača iz preročišča Delfi. Štiri bronaste konje so odnesli Benečani v četrti križarski vojni leta 1204. Danes krasijo fasado Bazilike sv. Marka v Benetkah.
Po osmanskem zavzetju Konstantinopla leta 1453 je bil hipodrom vir gradbenega kamna.
Pravi razcvet so hipodromi doživeli v drugi polovici 19. in v  začetku 20. stoletja, ko je vsako pomembnejše evropsko mesto moralo imeti velik hipodrom. To je bil čas, ko so bile konjeniške enote udarna moč tedanjih vojsk. V primerjavi z antičnimi so dobili obliko podolgovate črke O in so bili precej večji, dolgi do 1 km, s tribunami v osrednjem delu dirkališča.

## Hipodromi v Sloveniji
Pomembnejši hipodromi v Sloveniji so še:
- hipodrom Stožice,
- hipodrom Brdo pri Kranju,
- hipodrom Komenda,
- hipodrom Šentjernej,
- hipodrom Ljutomer.